# 한국예술사관실용전문학교
한국예술사관실용전문학교(KOREA ENTERTAINMENT COLLEGE)는 대한민국 서울특별시 중구에 위치한 대한민국의 예술전문학교다.

## 학교 연혁
- 1998년 3월 1일: 예음음악신학교 설립(총장 윤항기)
- 2001년 3월 1일: 예음종합예술원 교육부 인가
- 2016년: 한국연예사관실용전문학교와 예음종합예술원 합병
- 2016년 6월: '한국예술사관실용전문학교'로 상호 변경